# وانت گاز

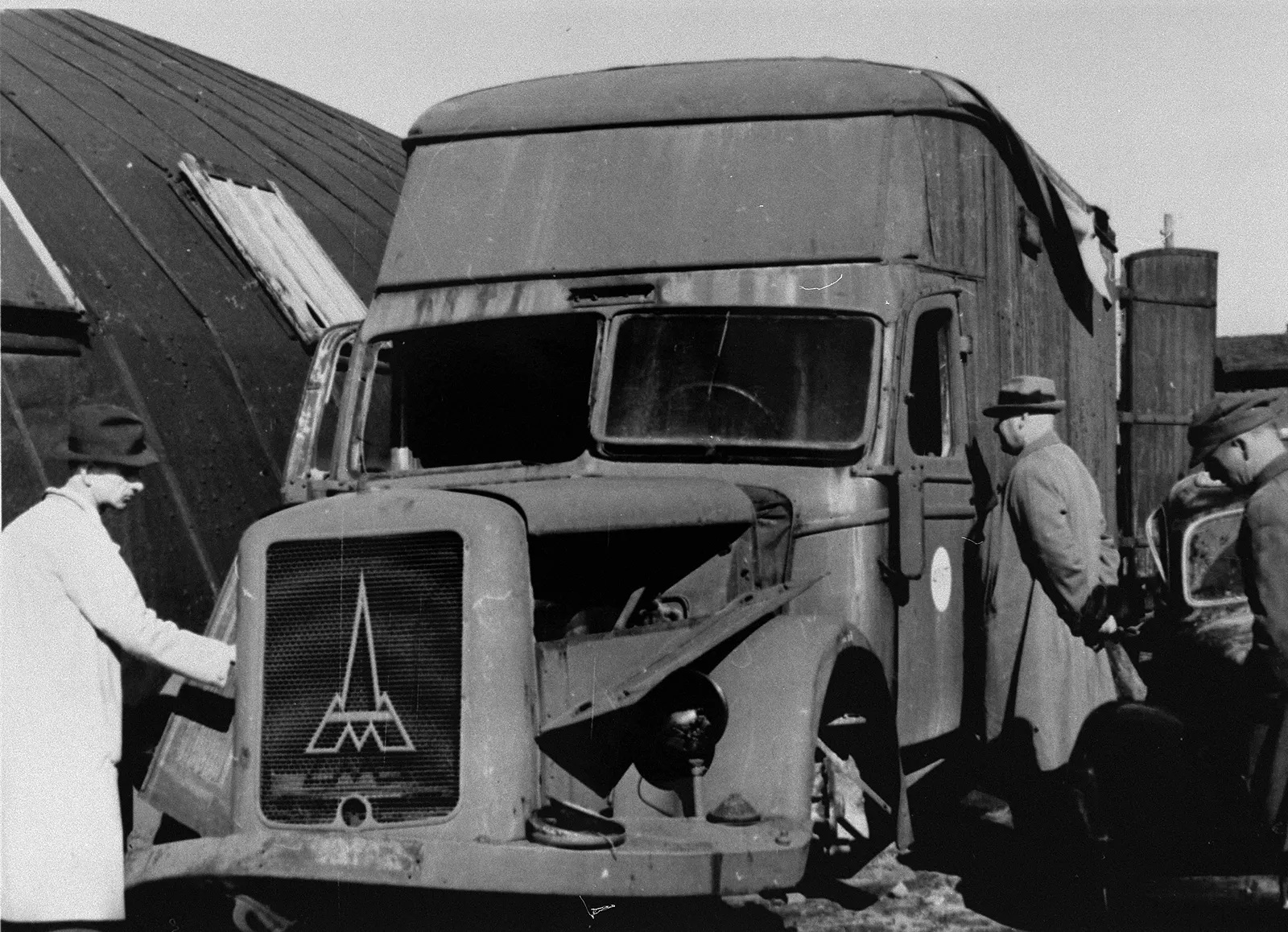
وانت گازی نزدیک به اردوگاه مرگ خلمنو. گازهای ناشی از تحریق داخلی به درون محفظه پشتی وانت هدایت می‌شدند تا قربانیان زندانی در محفظه را خفه کنند.

وانت گاز یا واگن گاز ((به روسی: душегубка)، dushegubka، به معنای «روح‌کش»؛ (به آلمانی: Gaswagen)) تغییر کاربردی‌ای بر وانت‌ها بود تا آن‌ها را تبدیل به اتاق‌های گاز سیار کنند. در طی جنگ جهانی دوم، آلمان نازی از وانت‌های گاز در ابعاد بزرگ به عنوان روشی برای نسل‌کشی گروه‌های مختلفی از مردم از جمله یهودیان، لهستانی‌ها، ازکارافتادگان، و کولی‌ها در کشورهایی چون لهستان، بلاروس، یوگسلاوی و اتحاد جماهیر شوروی سوسیالیستی بهره می‌گرفت.

## در آلمان نازی
بهره‌گیری آلمان نازی از وانت‌های گاز برای کشتار یهودیان و دیگر مردمان در طی هولوکاست ریشه در برنامهٔ هومرگی آن‌ها در ۱۹۳۹ داشت. به «مؤسسه صنعتی جرم‌یابی» ("Kriminaltechnisches Institut der Sicherheitspolizei"، به شکل کوتاه KTI) از اداره اصلی امنیت رایش دستور داده شده بود تا روشی مناسب برای کشتار پیدا کند و این مؤسسه نیز کشتن توسط گاز کربن مونوکسید را پیشنهاد داد. در اکتبر ۱۹۳۹، نازی‌ها از این گاز برای کشتن زندانیان دژ پوزنان استفاده کرد؛ نخستیان قربانیان این روش یهودیان و لهستانی‌های آورده شده از مراکز مربوط به بیماران روانی بودند. به گفته شاهدان از دسامبر ۱۹۳۹ به بعد، اتاق‌های گاز متحرک برای کشتن زندانیان تیمارستان‌ها در پومرانی، پروس خاوری، و لهستان به کار گرفته می‌شدند.
در روش کشتار با وانت، زندانیان در محفظه ای در پشت وانت قرار می‌گرفتند. محفظه به خوبی عایق‌بندی شده بود تا گاز از آن بیرون نرود. سپس گازهای ناشی از احتراق درونی توسط لوله ای از اگزوز به درون اتاقک هدایت می‌شدند تا قربانیان را خفه کنند. اردوگاه مرگ خلمنو بیشترین استفاده از این وانت‌ها را تا پیش از ساخت اتاق‌های گاز داشت.
در آلمان نازی، این روش اما در نهایت جای خود را به اتاق‌های گاز دارای ظرفیت بالاتر داد. این تغییر رویکرد ۲ دلیل اصلی داشت:
1. استفاده از این وانت‌ها بسیار کُند بود — برای بعضی قربانیان، جان دادن تا ۲۰ دقیقه طول می‌کشید؛
2. صدای قربانیان وحشت‌زده در درون وانت به بیرون می‌رفت و باعث آزار سربازان می‌شد.